# Oda do słowika (wiersz Johna Keatsa)

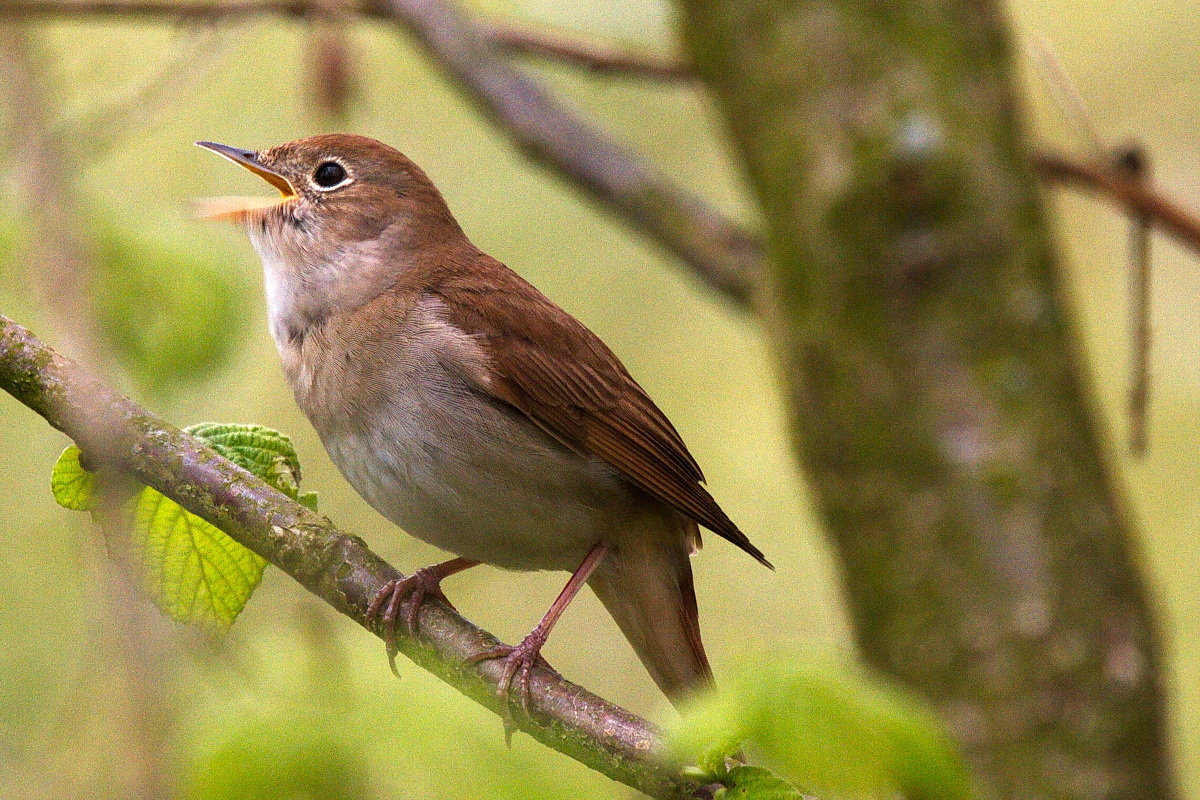
Słowik

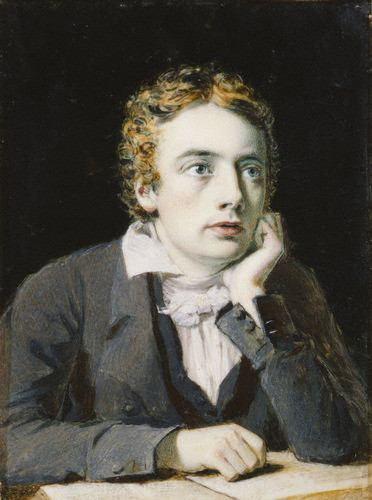
Joseph Severn, John Keats w 1819

Oda do słowika (ang. Ode to a Nightingale) – wiersz angielskiego romantycznego poety Johna Keatsa, zaliczający się do grupy ód z 1819 roku. Utwór składa się z sześciu strof dziesięciowersowych.
My heart aches, and a drowsy numbness pains
My sense, as though of hemlock I had drunk,
Or emptied some dull opiate to the drains
One minute past, and Lethe-wards had sunk:
'Tis not through envy of thy happy lot,
But being too happy in thine happiness,—
That thou, light-winged Dryad of the trees
In some melodious plot
Of beechen green, and shadows numberless,
Singest of summer in full-throated ease.
Pochodząca z omawianego wiersza fraza tender is the night stała się tytułem powieści amerykańskiego pisarza Francisa Scotta Fitzgeralda Czuła jest noc.
Na język polski omawiany utwór przekładali między innymi Stanisław Barańczak, Jerzy Pietrkiewicz, Agnieszka Fulińska.